# Odprto prvenstvo Francije 1989
Odprto prvenstvo Francije 1989 je teniški turnir za Grand Slam, ki je med 19. majem in 11. junijem 1989 potekal v Parizu.

## Moški posamično
Michael Chang :  Stefan Edberg, 6–1, 3–6, 4–6, 6–4, 6–2

## Ženske posamično
Arantxa Sánchez Vicario :  Steffi Graf, 7–6(8–6), 3–6, 7–5

## Moške dvojice
Jim Grabb /  Patrick McEnroe :  Mansour Bahrami /  Eric Winogradsky, 6–4, 2–6, 6–4, 7–6(7–5)

## Ženske  dvojice
Larisa Savčenko Neiland /  Natalija Zverjeva :  Steffi Graf /  Gabriela Sabatini, 6–4, 6–4

## Mešane dvojice
Manon Bollegraf /  Tom Nijssen  :  Horacio de la Peña /  Arantxa Sánchez Vicario, 6–3, 6–7, 6–2